# (35629) 1998 KK21
1998 KK21 (asteroide 35629) é um asteroide da cintura principal. Possui uma excentricidade de 0.15134290 e uma inclinação de 12.04512º.
Este asteroide foi descoberto no dia 22 de maio de 1998 por LINEAR em Socorro.